# Bercimuelle
Bercimuelle es una localidad y una entidad local menor del municipio de Puente del Congosto, en la comarca del Alto Tormes, provincia de Salamanca, Castilla y León, España. 
Se sitúa frente a la Covatilla, a la sierra de Gredos y Piedrahíta. Por el sur el río Tormes y por el noroeste la sierra de la Serrota que le separa de la provincia de Ávila, a través de la dehesa de Ventosa.

## Recursos
El término municipal tiene una superficie abundante en encinas y matorral, la mayor parte de la superficie está ocupada por pastos permanentes para el ganado, y algunas superficies forrajeras, también para ser aprovechadas por el ganado. Hace algunos años se realizó la concentración parcelaria en el término municipal de esta localidad, con la configuración actual del terreno que conocemos y los caminos que discurren por el término municipal, muy apropiados para los desplazamientos hacia las distintas parcelas.
Bercimuelle se sitúa en torno a los 1000 metros de altitud, clima seco y frío, no especialmente húmedo. El núcleo urbano de la localidad se encuentra dividido en dos partes por un arroyo, que normalmente aporta poca agua. No obstante, para superar este obstáculo hay dos puentes en la propia localidad.

## Monumentos
El más importante es la iglesia de San Salvador, que se construyó en 1501, habiendo sido ya rehabilitada en multitud de ocasiones teniendo pendiente en la actualidad una reforma de ábside y del altar mayor. Se utilizaba para los enterramientos, hasta la creación del cementerio municipal en el siglo XIX.
También, es importante resaltar el edificio del ayuntamiento construido en el año 1731, en principio para la utilización de una cofradía religiosa, de las cuatro que había en el pueblo –de las que sólo existe una en la actualidad–, y parece ser que cuando se realiza la separación de Puente del Congosto se establece aquí la sede del ayuntamiento, juzgado y calabozo, pasando también más tarde a ser la escuela municipal.
Las escuelas municipales construidas en 1924 son objeto de reparación en estos momentos para evitar su destrucción.

## Etimología
El significado de Bercimuelle, sin embargo, puede tener otro origen más probable. La repoblación de la provincia de Salamanca comienza durante los siglos XIII, XIV y XV, mayormente por cristianos procedentes de Galicia; por ejemplo, el pueblo vecino de Gallegos de Solmirón. Esto significa que lo inverso sería cierto: los moros se sentirían obligados (si no forzados) a aceptar la fe cristiana.
En mozárabe, la palabra vercemuel significa tornadizo y se refería a los cristianos que se convertían al islam; quizás de esta palabra deriva el nombre de Vercimuelle. Otra posibilidad es que el nombre Bercimuelle se derive de dos palabras, berceo o bercea que el diccionario de la Real Academia XXIª edición (1992) indica es albardín y la define como 'mata de la familia de las gramíneas, propia de las estepas españolas, muy parecida al esparto y con las mismas aplicaciones que este' y por lo tanto un tipo de hierba; y muelle palabra que procede del latín y que todavía se encuentra en el diccionario Grijalbo, que significa 'blando'. Esta explicación toma en cuenta la reacción de los repobladores que encontrarían en el área de Bercimuelle una 'hierba blanda' buena para el ganado y como el esparto con otros usos también.

## Historia

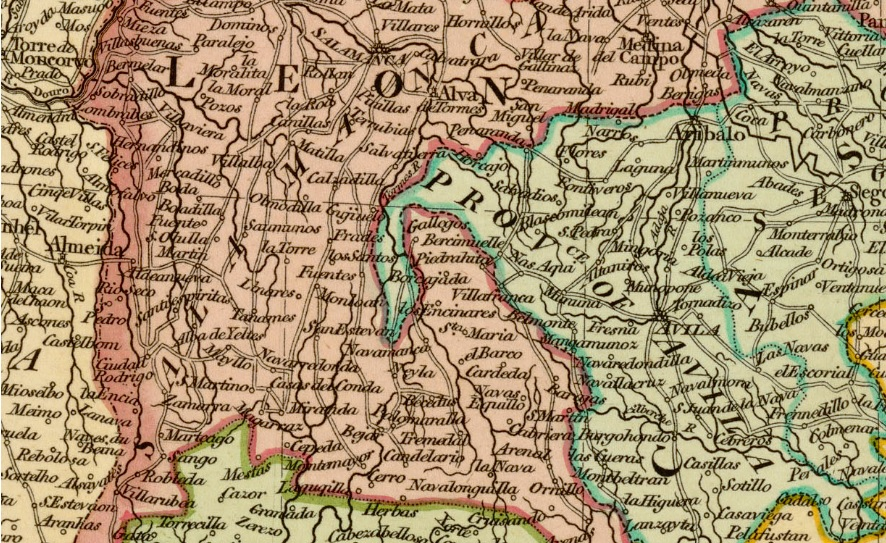
Detalle del mapa A new map of Spain and Portugal divided into their respective Kingdoms and Provinces from the latest authorities, realizado en 1801 por John Cary, en que aparece Bercimuelle

Bercimuelle nace con la Repoblación medieval fruto de la Reconquista. Alfonso VII de León y Castilla concedió a Ávila toda la zona al este de la Vía de la Plata de dónde se encuentra Bercimuelle, siendo por tanto ésta, Ávila, la que creó y repobló este pueblo. Desde ese momento, mediados del siglo XII, hasta su paso a manos del duque de Alba, en el siglo XVI, fue parte de la Comunidad de Villa y Tierra de Ávila. Tras dicho cambio de titularidad, Bercimuelle pasó a ser administrado por Salamanca, dependiendo de dicha urbe en el voto en Cortes e integrándose de este modo en el Reino de León.
Del mismo modo, también formó parte de la diócesis de Ávila, cuyo territorio coincidía con el original de la comunidad de villa y tierra, dentro del arciprestazgo de la Serrezuela.
La historia de Bercimuelle también tiene relación con el llamado Cordel de Carlos V, lugar por donde transitó el Emperador Carlos V camino de su retiro último y final del monasterio de Yuste, en la provincia de Cáceres. Así el paso histórico del Emperador Carlos V por esta cañada, con su caravana real, acompañado de nobles, en las fatigosas jornadas de 1556, puso nombre al cordel que cruza por el término municipal de esta localidad. El Cordel, que en definitiva es una cañada que discurre de norte a sur, de Peñaranda a Yuste, utilizada por la ganadería en la trashumancia para pastar y descansar camino de Extremadura, el mismo que utilizó el Emperador Carlos V en su época.
Precisamente del siglo XVI data la integración de Bercimuelle en la primigenia provincia de Salamanca y el Reino de León, una vez que quedó desvinculado en 1539 de la Orden de Calatrava y pasó a manos de los Duques de Alba, integrándose en el territorio salmantino y desvinculándose del abulense, salvo en lo eclesiástico.
También destacar que Bercimuelle ya figuraba en los mapas del siglo XVIII, época en la que se impulsan avances en la cartografía, para conocer mejor el territorio, trazar mejores comunicaciones e impulsar las obras públicas de la época. Así es preciso elaborar nuevos mapas y en ellos también figuraba Bercimuelle, junto con otras localidades de la zona.
Se tiene muestras de épocas prerromanas aunque quizá la más reciente y documentada data de 1500 que se construye la iglesia, aunque pertenecía a la Villa de Puente del Congosto. Se crea como municipio independiente en el año 1833 y así ha funcionado hasta 1974, llegando a tener 900 habitantes en torno a los años 1920. Ha tenido todos los servicios municipales como un gran municipio, ayuntamiento, médico, maestros, escuelas, casas de los maestros, casa del médico, corral de concejo, etc. Con la creación de las actuales provincias en 1833 Bercimuelle quedó encuadrado en la provincia de Salamanca y la Región Leonesa.
Es una localidad de la comarca salmantina del Alto Tormes. Se encuentra a 1006 metros de altitud y tiene unas vistas a las sierras de Béjar (Covatilla), de Gredos o de la Serrota.
Enmarcada en tierras de los duques de Alba y Béjar, la localidad tuvo un cierto despegue con el impulso de Filiberto Villalobos (ministro de Instrucción Pública en tres gobiernos de la II República), natural de la cercana villa de Salvatierra, que consiguió para este pueblo, y para Cespedosa, las dehesas de Zurra y de Mata en los años veinte del siglo pasado. Fueron los años de mayor ajetreo en el municipio, que contaba con centenares de habitantes, llegó a tener 924 censados. La localidad cuenta ahora con 98 habitantes.

## Geografía humana

### Demografía
| Gráfica de evolución demográfica de Bercimuelle entre 1842 y 1970 |
| |
| Población de derecho según los censos de población del INE Población de hecho según los censos de población del INEEntre el censo de 1981 y el anterior, este municipio desaparece porque se agrupa en el municipio 37261 (Puente del Congosto) |

Tenía 493 habitantes en 1960, 336 en 1970, y así ha ido bajando hasta quedar por debajo del centenar. En 2017 Bercimuelle contaba con 58 habitantes, de los cuales 31 eran hombres y 27 mujeres. (INE 2017)
| Gráfica de evolución demográfica de Bercimuelle entre 2000 y 2023                        |
|                                                                                          |
| Fuente: Instituto Nacional de Estadística de España - Elaboración gráfica por Wikipedia. |

### Economía

#### Ganadería
La ganadería es sin duda la actividad más importante de los habitantes de esta localidad, y lo viene siendo desde hace muchos años. En épocas anteriores se compaginaba también con la agricultura, pero desde hace años la ganadería es la actividad más importante. Las características del término municipal son especialmente favorables para el ganado vacuno, el más explotado, sobre todo por la calidad de los pastos y las condiciones del terreno. El ganado vacuno se adapta bien al terreno y aprovecha los pastos, el fruto de las numerosas encinas, el heno ensilado, los forrajes, las cañadas, etc. Es cierto que el invierno es duro para el ganado, pero las numerosas encinas y el abundante matorral le sirve de refugio en los meses más duros del año. La riqueza natural de la encina y el matorral representa seguridad para el ganado, tanto en verano como en invierno; en verano como sombra protectora para mitigar el calor, y en invierno como refugio frente a las heladas y el rigor invernal. Es posible preservar esta riqueza natural en beneficio del ecosistema y de la propia ganadería. Del fruto de la encina, la bellota, también se alimenta el ganado, y es muy apreciado en toda la comarca.
Las razas de ganado vacuno que se explotan en esta localidad vienen cambiando con el paso de los años, hace algunos años eran más abundantes las vacas de raza mixta, últimamente han sido sustituidas por las vacas de raza charolesa y limusina. Los terneros, llegado su momento son vendidos, normalmente para cebadero y en ocasiones son llevados directamente a matadero, también pueden ser llevados al Mercado de Ganados de Salamanca, aunque últimamente con bastantes restricciones, por los controles sanitarios y las enfermedades que pueden afectar al ganado.
En esta localidad también se explotan otras especies ganaderas, aunque en menor medida, como por ejemplo el ovino y el porcino. Las explotaciones de ovino escasean, como en muchas otras comarcas, por la dedicación que exige este ganado, el cuidado que requiere y la escasez de ganaderos. También se encuentran algunas explotaciones de porcino en la localidad, es un ganado que también se adapta bien al terreno, y que puede aprovechar el fruto del numeroso monte.
Últimamente todos los sectores ganaderos encuentran muchas dificultades, derivados de los numerosos controles administrativos y sanitarios, el fuerte incremento de los precios de los piensos y a su vez la bajada de los precios que el productor percibe, situación que incrementa la sensación de abandono del sector por parte de las administraciones públicas.

#### Agricultura
En épocas pasadas la agricultura fue un medio esencial de vida en esta localidad y gran parte del término municipal, que no era prado, se sembraba de las especies correspondientes, tanto cebada como trigo o algarrobas. Llegada la primavera el sembrado brotaba y se surtía del agua necesaria, hasta que llegaba la recolección del verano, la época más dura del año para los agricultores, por el afán y esfuerzo que suponía recoger todo lo sembrado. Con el paso de los años se fueron introduciendo algunas mejoras y cierta mecanización para recoger la mies, lo que aliviaba mucho la carga de trabajo y hacía más llevadera las duras tareas de la recolección. Últimamente la agricultura ha sido totalmente sustituida por la ganadería, y apenas se siembran parcelas, y las pocas parcelas que se siembran son forrajes para ser aprovechados por el ganado. La orografía del terreno con abundante matorral, encinas y otros obstáculos, no es el más adecuado para la agricultura que se práctica actualmente.

### Transporte
La localidad está bien comunicada por carretera, siendo atravesado por la SA-104 que une con Guijuelo en el enlace con la N-630 a través del puente nuevo sobre el embalse de Santa Teresa hacia el oeste y con Gallegos de Solmirón y Madrid hacia el este. Desde Guijuelo es posible además acceder a la autovía Ruta de la Plata que une Gijón con Sevilla y permite unas comunicaciones más rápidas del municipio con el resto del país. 
En cuanto al transporte público se refiere, tras el cierre de la ruta ferroviaria de la Vía de la Plata, que pasaba por el municipio de Guijuelo y contaba con estación en el mismo, no existen servicios de tren en el municipio ni en los vecinos, ni tampoco línea regular con servicio de autobús, siendo la estación más cercana la de Guijuelo. Por otro lado el aeropuerto de Salamanca es el más cercano, estando a unos 63km de distancia. Existe un aeródromo con pista de tierra en la localidad, empleado con fines de uso recreativo.

## Festividades

### Mes de mayo
La primera fiesta se celebra en el mes de mayo, en honor de la Virgen del Monte. Esta fiesta se viene celebrando desde hace muchos años y normalmente coincide con el sábado más próximo al 13 de mayo, organizada por los miembros de la cofradía de la Virgen del Monte o los mayordomos.
La fiesta comienza con el rezo del rosario a la Virgen del Monte durante una semana antes, lo que se conoce con el nombre de la novena, también durante esta semana es costumbre llevar flores a la Virgen María, que ya se encuentra en la parroquia de la localidad, y otros obsequios.
Terminada la novena comienza el día de fiesta, propiamente dicho. El día comienza con una misa solemne, concelebrada por varios sacerdotes, algunos hijos de esta localidad. Es una misa de acción de gracias y de petición. Es una misa acompañada por cánticos a la Virgen María, y también por música de distinto tipo que se reproduce durante la celebración.
Terminada la misa, solemne como corresponde, comienza la procesión con la imagen de la Virgen del Monte y demás imágenes sagradas que se encuentran en la parroquia. La procesión se lleva a cabo por el itinerario de costumbre, por la zona más céntrica de esta localidad, acompañada por música y cánticos de todos los fieles; al finalizar la procesión, a la puerta de la iglesia, continúan los cánticos de todos los presentes en torno a la imagen de la Virgen del Monte. La celebración termina con la bendición solemne del sacerdote de la localidad.
Al finalizar las celebraciones litúrgicas, comienzan los actos de tipo más lúdico, como bailes en la plaza Mayor de esta localidad, que reproducen los grupos correspondientes, a veces de localidades vecinas, de Salamanca o de otros puntos de la geografía española. Los actos del día continúan con un convite-invitación para todos los presentes, normalmente en el local social de las antiguas escuelas de la localidad, organizado por los mayordomos y la cofradía de la Virgen del Monte, al finalizar la invitación se reproduce música de baile para todos los presentes, hasta la finalización del acto. Realmente ha sido un día de fiesta importante para todos.

### Mes de agosto
Durante los meses de verano se incrementa sustancialmente la población de esta localidad, como la de otras muchas de la zona. Hace algunos años se constituyó una asociación cultural, que es la encargada de organizar las fiestas del mes de agosto de esta localidad.
El día de fiesta comienza con una misa solemne, a veces concelebrada por varios sacerdotes, seguidamente se inicia la procesión con las imágenes que se encuentran en la parroquia de la localidad por el itinerario de costumbre, a continuación todos los fieles entonan cánticos en honor de la Virgen del Monte, y la celebración religiosa termina con la bendición del sacerdote de la localidad. El día continúa con actos de tipo más lúdico.

### Mes de septiembre
Las fiestas patronales de la localidad se celebran el 21 de septiembre en honor de San Mateo, son las fiestas de más tradición y arraigo, y en épocas pasadas se hacía coincidir con el final de los trabajos de la recolección del verano.
El día de fiesta comienza, como es costumbre en la localidad, con una misa solemne en honor de San Mateo, la procesión correspondiente por el itinerario de costumbre, los cánticos de los fieles en honor de San Mateo y la bendición final del sacerdote de la localidad.